# Holhol
Holhol (écrit aussi Holl-Holl, en arabe حلحول) est une ville de la république de Djibouti. Elle est située à 52 km au sud-ouest de la capitale, à une altitude de 470 m.

## Historique

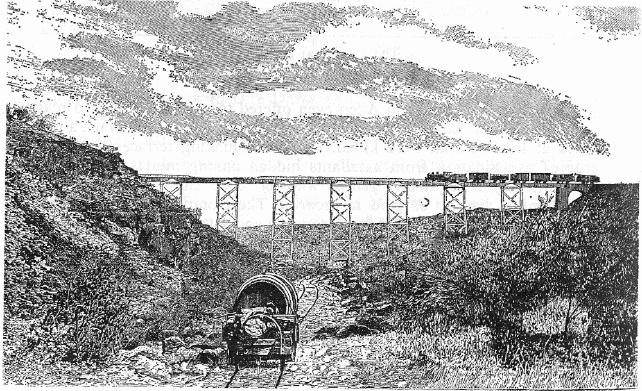
le viaduc en 1898

Holhol a été créé à la suite de la construction de la ligne de chemin de fer, qui relie Djibouti à Addis-Abeba, dont elle est une des stations. S'y trouve également un important viaduc de cette ligne. Construit en 1900, il fait 29 mètres de haut pour 45 mètres de long.
Holhol compte 3 519 habitants en 2009. C'est la septième agglomération du pays.
Après avoir abrité pendant de longues années la 4ème compagnie de la 13e demi-brigade de Légion étrangère de Légion étrangère, elle accueille désormais l'école militaire « El-Hadj Hassan Gouled ».